# El Aleph (libro)
El Aleph es uno de los libros de cuentos más representativos del escritor argentino Jorge Luis Borges. Publicado en 1949, fue reeditado por el autor en 1974. Sus textos remiten a una infinidad de fuentes y bibliografías en torno a las cuales se articulan mitos y metáforas de la tradición literaria universal. Esta obra marca un punto de inflexión respecto al estilo que destilaba su colección anterior de cuentos, Ficciones; aún manteniendo su estilo sobrio y perfeccionista, el escritor aborda aquí otra serie de eventos u objetos inverosímiles enmarcados en un ambiente realista, lo que contribuye a resaltar su carácter fantástico. Así como los cuentos de Ficciones describen mundos imposibles, los de El Aleph revelan grietas en la lógica de la realidad; muestran una irrealidad secreta y oculta que, aunque es más visible en cuentos como "El Zahir", "La escritura del dios" o "El Aleph", también está presente aunque de una forma más sutil en otros aparentemente más realistas como "Emma Zunz" o "El muerto".
El 23 de octubre de 1957, El Aleph fue galardonado con el primer premio en la categoría Obras de Imaginación en Prosa, en el marco de los Premios Nacionales de la Secretaría de Cultura de la Nación.
Jorge Luis Borges fue considerado el más destacado emergente que surgió de un grupo de escritores que fue conocido como el Grupo Florida denominado así porque la revista en la que publicaban se ubicaba en las cercanías de dicha calle de Buenos Aires, y se reunían en la Confitería Richmond, que incluyó escritores como Victoria Ocampo, Leopoldo Marechal, Oliverio Girondo  entre otros muy destacados escritores argentinos, en contraposición dialéctico literaria con el recordado Grupo Boedo, que publicaba en la Editorial Claridad y se reunía en el Café El Japonés, de raigambre mucho más humilde, con integrantes como Roberto Arlt, entre otros.

## Cuentos

Representación del álef o aleph, primera letra del alfabeto hebreo.

La obra está compuesta por diecisiete cuentos:
- El inmortal, relato en primera persona que narra la búsqueda de la inmortalidad, ambientado en el mundo clásico.
- El muerto, narra la historia de Benjamín Otálora, personaje ambicioso que huye de su país y se dirige al Uruguay para unirse con Azevedo Bandeira, el jefe de una banda criminal. Fue llevado al cine en la película argentina homónima.
- Los teólogos, glosa la vida de dos teólogos medievales; Aureliano de Aquilea y de Juan de Panonia, rivales entre sí. Un texto de Aureliano cita a Juan, siendo causa de su condena como hereje. Borges ha comentado que este cuento es: "un sueño más bien melancólico sobre la identidad personal".
- Historia del guerrero y la cautiva, compara dos casos de aculturación, en uno el guerrero longobardo Droctulft se pasa al bando romano ante el esplendor de esa civilización, en el otro evoca un relato familiar (recordado por la abuela inglesa de Borges) sobre una cautiva de origen inglés que opta por la barbarie indígena.
- Biografía de Tadeo Isidoro Cruz (1829 – 1874), glosa biográfica del personaje creado por Hernández; el sargento Cruz del Martín Fierro.
- Emma Zunz, narra, en un tono desusado en Borges (él mismo calificó de "temerosa" la redacción),  la venganza de la protagonista contra el responsable del suicidio de su padre.
- La casa de Asterión, relata en primera persona las reflexiones de un personaje que habita en un laberinto.
- La otra muerte, evoca la figura de Pedro Damián, un gaucho entrerriano que participó de la batalla de Masoller; los diferentes relatos que recoge sobre este personaje le permiten argumentar sobre el tiempo y la omnipotencia divina. Hay una relación, explicitada, entre el nombre del personaje y el teólogo medieval Pedro Damián. Vale recordar que, para Borges, la teología era "una rama de la literatura fantástica"..[1]
- Deutsches Requiem, narrado por un militar nazi a punto de ser fusilado por sus crímenes. Recapitula su vida y considera que, a pesar de la derrota de Alemania, ha triunfado la voluntad de poder destruyendo la decadente civilización occidental y cristiana.
- La busca de Averroes, imagina al filósofo hispanoárabe Averroes tratando de comprender un pasaje de la Poética de Aristóteles. El intento es descripto desde la ironía como vano ya que la literatura árabe carece del concepto dramático.
- El zahir, el narrador relata como llegó a tener en su mano el fabuloso objeto conocido como zahir, en la forma de una moneda de veinte centavos. Esta moneda, que decide perder, obsesiona su pensamiento y le permite evocar otras monedas prestigiosas de la historia y la literatura, así como otros objetos que han sido, a su vez, el zahir.
- La escritura del dios, el sacerdote mesoamericano Tzinacán de Qaholom, prisionero de los españoles de Alvarado, descubre que el dios ha dejado un mensaje críptico en la piel de los jaguares. Después de largos años descifra el mensaje en el jaguar que está encerrado en la celda vecina y sabe que ese mensaje lo hará poderoso y capaz de destruir a sus conquistadores, pero decide no usarlo porque, declara: "...Quien ha entrevisto el universo, quien ha entrevisto los ardientes designios del universo, no puede pensar en un hombre, en sus triviales dichas o desventuras, aunque ese hombre sea él...[2]"
- Abenjacán el Bojarí, muerto en su laberinto, una historia contada en Cornualles una tarde de verano.
- Los dos reyes y los dos laberintos, la rivalidad de dos reyes y la competencia por el poder. Cuento que trata de la asombrosa venganza de un rey contra otro que lo encerró en un laberinto.
- La espera, un hombre atormentado por su pasado.
- El hombre en el umbral, un juez inglés tratando de poner orden en conflictos indios.
- El Aleph. El Aleph narra el descubrimiento del personaje Borges de un objeto de objetos en la casa de su antigua amada Beatriz Viterbo. Esta esfera de dos a tres centímetros de diámetro en el sótano de una vieja casa en la calle Garay, Buenos Aires, es el espejo y centro de todas las cosas, en el cual todo confluye y se refleja, a la vez y sin sobreposición. La cantidad de alusiones es innumerable; bien podría ser el propio universo, como dice el narrador, pero también alude a la biblioteca, y, se dice, de forma irónica al Canto general de Neruda. Además recuerda, tanto en Carlos Argentino Daneri y en Beatriz Viterbo como en el descenso al sótano, a la Divina Comedia de Dante.

## Premio
El 23 de octubre de 1957, con ocasión del otorgamiento de los Premios Nacionales a obras de imaginación en prosa correspondientes al trienio 1954-56 y a obras de años anteriores al citado trienio, El Aleph de Jorge Luis Borges fue distinguido con el primer premio. El jurado asesor, integrado por Carmen Gándara, Victoria Ocampo, Carmelo M. Bonet, Álvaro Melian Lafinur y José Antonio Oria, con la presidencia de Julio César Gancedo, se expidió por unanimidad, «entendiendo recompensar con ello [...] a toda la obra y la vida literaria ejemplar de ese autor».